# O-kniha
O-kniha je ročenka Českého svazu orientačních sportů, která shrnuje sportovní dění v orientačním běhu, MTBO, LOB a Trail orienteering za uplynulou sezónu.
O-kniha je celobarevná kniha velkého formátu s pevnou vazbou, obsahuje reportáže, informace a výsledky z celé sezóny, fotografie, příběhy, analýzy závodů, mapy ze světových soutěží, a to všech o-disciplín: OB, MTBO, LOB i Trail-O.
Nahradila tradiční černobílou sešitovou ročenku, která vycházela od roku 1992 a která obsahovala především výsledky. Zároveň O-kniha nahradila časopis Orientační běh, který v době internetu ztratil aktuálnost. 

## Vydání
| Rok  | Editor      | Počet stran | Datum vydání       |
| ---- | ----------- | ----------- | ------------------ |
| 2018 | Jan Picek   | 192         | 7. prosince 2018   |
| 2019 | Jan Picek   | 224         | 6. prosince 2019   |
| 2020 | Matěj Burda | 144         | 11. prosince 2020  |
| 2021 | Matěj Burda | 208         | 4. prosince 2021   |
| 2022 | Matěj Burda | 208         | 25. listopadu 2022 |
| 2023 | Matěj Burda | 208         | 24. listopadu 2023 |
| 2024 | Matěj Burda |             | 22. listopadu 2024 |